# Rafael Almeida
Rafael Araújo Almeida  (Brasília, 28 de maio de 1989) é um diretor, produtor cinematográfico e ex-ator brasileiro. Em 2016 fundou a produtora audiovisual RA3 Filmes. É irmão da cantora Tânia Mara e da atriz Roberta Almeida.

## Carreira
Estreou na TV na novela Páginas da Vida, interpretando o pianista Luciano. Devido a boa repercussão da parceria com Pérola Faria  em Páginas da Vida, Rafael foi escalado como par romântico de Sophie Charlotte na décima-quinta temporada de Malhação interpretando o protagonista Gustavo Bergantin, além de atuar em outros seriados e novelas da TV Globo.
Rafael Almeida iniciou sua carreira como diretor e fundou a produtora de vídeo RA3 Filmes onde dirigiu vídeo clipes de grandes artistas da música brasileira e internacional; além de diversas campanhas publicitárias. Paralelo a carreira de ator e diretor; Rafael investe também na carreira de cantor. Lançou seu primeiro álbum como cantor em 2013 pela gravadora Som Livre, com produção musical de Rogério Vaz e teve duas músicas em trilhas sonoras de novelas da Rede Globo. No álbum "Bungee Jump", Rafael faz dueto com a cantora Maria Gadú, na música “Grande Angular”. Em 2014 morou em Los Angeles onde estudou na Musicians Institute – um dos maiores conservatórios de música dos Estados Unidos. Atualmente, lançou pela Som Livre um EP intitulado "Rio California", produzido por Juliano Cortuah.

## Direção e produção
| Ano  | Título                        | Artista       | Nota    |
| ---- | ----------------------------- | ------------- | ------- |
| 2014 | "O Negócio da China: Ao Vivo" | Amado Batista | Diretor |

| Ano  | Título                          | Artista                     | Nota               |
| ---- | ------------------------------- | --------------------------- | ------------------ |
| 2009 | "What Would Christmas Be Like?" | Mia Rose                    | Diretor            |
| 2010 | "Rindo à Toa"                   | Perlla                      | Diretor            |
| 2010 | "Sei Lá"                        | Ricky Vallen                | Diretor            |
| 2010 | "Hey"                           | Amado Batista               | Diretor            |
| 2010 | "Minha Primeira Namorada"       | Zignal                      | Diretor            |
| 2011 | "Um Outro Dia"                  | Brenno Be                   | Diretor / Produtor |
| 2010 | "Te Perdendo"                   | Mahais                      | Diretor            |
| 2010 | "Dez e Meia"                    | Zignal                      | Diretor            |
| 2011 | "Hipocrisia"                    | Besouros Verdez             | Diretor            |
| 2011 | "Lá Vai Marola"                 | Mais Samba                  | Diretor            |
| 2011 | "Voando Pra Lugar Nenhum"       | Filipe Valerim              | Diretor            |
| 2011 | "Só Por Um Segundo"             | Brenno Be                   | Diretor / Produtor |
| 2011 | "Areia e Mar"                   | Breno e Kadu                | Diretor            |
| 2011 | "Sonho de Moleque"              | JF                          | Diretor            |
| 2011 | "A Lua"                         | Os Supernaturais            | Diretor            |
| 2011 | "De Cara Pro Gol"               | Mais Samba                  | Diretor            |
| 2011 | "Love is Free"                  | Luka                        | Diretor            |
| 2012 | "Tema de Cind"                  | Besouros Verdez             | Diretor            |
| 2012 | "Deixe"                         | Deck Vinil                  | Diretor            |
| 2012 | "Pude Encontrar"                | Deck Vinil                  | Diretor            |
| 2012 | "Volte a Lutar"                 | Filipe Valerim              | Diretor            |
| 2012 | "Cadê Você?"                    | Maria Cristina              | Diretor            |
| 2012 | "Sou Pegador"                   | Renê Thristan               | Diretor            |
| 2012 | "Todos os Cantos"               | Liah Soares                 | Diretor            |
| 2012 | "In Love"                       | Latino                      | Diretor            |
| 2012 | "Você Mudou"                    | Cristiano Araújo            | Diretor            |
| 2013 | "The Reason of My Smile"        | Kevin White                 | Diretor            |
| 2013 | "Hoje É Dia"                    | Zignal                      | Diretor            |
| 2013 | "Conexão Goiânia Rio"           | Danny e Daniel              | Diretor            |
| 2013 | "One of a Kind"                 | Kevin White                 | Diretor            |
| 2013 | "Não Me Dou Por Vencido"        | Adair Cardoso               | Diretor            |
| 2013 | "Jogado na Rua"                 | Guilherme & Santiago        | Diretor            |
| 2014 | "Sometimes"                     | Kevin White                 | Diretor            |
| 2014 | "É Hoje"                        | Wagner Simão                | Diretor            |
| 2014 | "Tchaco Tchaco"                 | João Neto e Cesinha         | Diretor            |
| 2014 | "Ele Bate Nela"                 | Simone e Simaria            | Diretor            |
| 2014 | "Caladinha"                     | João Gabriel                | Diretor            |
| 2014 | "Facin Por 1 Real"              | João Neto e Cesinha         | Diretor            |
| 2014 | "Pônei do Papai"                | Henrique & Hernane          | Diretor            |
| 2014 | "Complicado Demais"             | Alinne Rosa                 | Diretor            |
| 2015 | "Caso do Acaso"                 | Kellen                      | Diretor            |
| 2015 | "Meu Violão e o Nosso Cachorro" | Simone e Simaria            | Diretor            |
| 2015 | "Eu e Você Sempre"              | Luiza Possi e Jhama         | Diretor            |
| 2015 | "Me Deixa Levar"                | Tânia Mara                  | Diretor            |
| 2015 | "Para de Marra"                 | Lexa                        | Diretor            |
| 2015 | "Seria Tão Fácil"               | Tânia Mara e Brian McKnight | Diretor            |
| 2016 | "Coração Apertado"              | Samyra Show                 | Diretor            |
| 2016 | "Feliz Assim"                   | Mari Cardoso                | Diretor            |
| 2016 | "Absurda"                       | Ágata                       | Diretor            |
| 2016 | "Sei Que é Você"                | Onze:20                     | Diretor            |

## Filmografia

### Televisão
| Ano  | Título                | Personagem                      | Nota                    |
| ---- | --------------------- | ------------------------------- | ----------------------- |
| 2006 | Páginas da Vida       | Luciano Junqueira de Figueiredo |                         |
| 2007 | Malhação              | Gustavo Bergantin (Guga)        | Temporada 15            |
| 2008 | Dança dos Famosos     | Participante                    | Temporada 5             |
| 2009 | TV Globinho           | Apresentador                    |                         |
| 2009 | Por Toda Minha Vida   | Raul Seixas                     | Episódio: "Raul Seixas" |
| 2011 | Acampamento de Férias | Léo                             | Temporada 2             |
| 2011 | A Vida da Gente       | Miguel                          |                         |
| 2013 | Flor do Caribe        | Rodolpho Rosemberg (Paçoquinha) |                         |
| 2017 | O Rico e Lázaro       | Hurzabum                        |                         |

### Cinema
| Ano  | Título                    | Personagem   | Notas    |
| ---- | ------------------------- | ------------ | -------- |
| 2007 | Ponte para Terabithia     | Jesse Aarons | Dublagem |
| 2014 | Os Tubarões de Copacabana | Francisco    |          |

## Teatro
| Ano  | Título                     | Personagem |
| ---- | -------------------------- | ---------- |
| 2007 | Lembranças de um Sonho     | Sr. Flores |
| 2010 | Garotos                    |            |
| 2012 | Enlace - A Loja do Ourives | Adok       |
| 2012 | A Princesinha              | Ram Dass   |

## Discografia

### Álbuns de estúdio
| Álbum     | Detalhes                                                                                   |
| --------- | ------------------------------------------------------------------------------------------ |
| Vem Jogar | - Lançamento: 19 de agosto de 2013 - Formatos: CD, download digital - Gravadora: Som Livre |

### Extended plays(EPs)
| Álbum          | Detalhes                                                                                  |
| -------------- | ----------------------------------------------------------------------------------------- |
| Rio California | - Lançamento: 29 de junho de 2015 - Formatos: EP, download digital - Gravadora: Som Livre |

### Singles
| Título           | Ano  | Álbum          |
| ---------------- | ---- | -------------- |
| "Bungee Jump"    | 2013 | Vem Jogar      |
| "Vem Jogar"      | 2015 | Vem Jogar      |
| "Rio Califórnia" | 2015 | Rio Califórnia |